# Coccorchestes jimmi
Coccorchestes jimmi är en spindelart som beskrevs av Balogh 1980. Coccorchestes jimmi ingår i släktet Coccorchestes och familjen hoppspindlar. Inga underarter finns listade i Catalogue of Life.